# Karyamulya (Cisaga)
Karyamulya is een bestuurslaag in het regentschap Ciamis van de provincie West-Java, Indonesië. Karyamulya telt 3612 inwoners (volkstelling 2010).